# 西江月
西江月是一个词牌名。亦称《步虚词》、《白苹香》、《江月令》、《西江月慢》。取自李白的诗句《苏台览古》“只今惟有西江月，曾照吴王宫里人”。西江是长江的别称。唐教坊曲，用作词调。
双调五十字，前后阕各两平韵，一仄韵，同部平仄互押，前后阕起首两句例用对仗。

## 词牌格式
仄仄平平仄仄，平平仄仄平平。平平仄仄仄平平，仄仄平平仄仄（韵）。

仄仄平平仄仄，平平仄仄平平。平平仄仄仄平平，仄仄平平仄仄（韵）。

## 例词
苏轼
世事一场大梦，人生几度秋凉。夜来风叶已鸣廊。看取眉头鬓上。
酒贱常愁客少，月明多被云妨。中秋谁与共孤光。把盏凄然北望。
辛弃疾《西江月·夜行黄沙道中》
明月别枝惊鹊，清风半夜鸣蝉。稻花香裏说丰年，听取蛙声一片。
七八个星天外，两三点雨山前。旧时茅店社林边，路转溪桥忽见。
曹雪芹
无故寻愁觅恨，有时似傻如狂；纵然生得好皮囊，腹内原来草莽。
潦倒不通世务，愚顽怕读文章；行为偏僻性乖张，那管世人诽谤！
富贵不知乐业，贫穷难耐凄凉；可怜辜负好时光，于国于家无望。
天下无能第一，古今不肖无双；寄言纨袴与膏粱，莫效此儿形状！
苏轼
三过平山堂下，半生弹指声中。十年不见老仙翁，壁上龙蛇飞动。 　　
欲吊文章太守，仍歌杨柳春风。休言万事转头空，未转头时皆梦。
辛弃疾
醉裏且贪欢笑，要愁那得工夫。近来始觉古人书，信著全无是处。
昨夜松边醉倒，问松“我醉何如”。只疑松动要来扶，以手推松曰“去”。
施耐庵
自幼曾攻经史，长成亦有权谋。恰如猛虎卧荒丘，潜伏爪牙忍受。
不幸刺文双颊，那堪配在江州。他年若得报冤仇，血染浔阳江口！
朱敦儒
日日深杯酒滿，朝朝小圃花開。自歌自舞自開懷，且喜無拘無礙。
青史幾番春夢，紅塵多少奇才。不須計較與安排，領取而今現在。
朱绍文
八月中秋白露，路上行人凄凉。小桥流水桂花香，日夜千思万想。
心中不得宁静，清早览罢文章。十年寒苦在书房，方显才高志广。
吴承恩
色乃伤身之剑，贪之必定遭殃。佳人二八好容妆，更比夜叉凶壮。

只有一个原本，再无微利添囊。好将资本谨收藏，坚守休教放荡。